# Rivière aux Chevreuils
Pour les articles homonymes, voir Chevreuil (homonymie).
La Rivière aux Chevreuils est un affluent de la rive sud de la rivière du Chêne laquelle se déverse sur la rive sud du fleuve Saint-Laurent, dans la région administrative du Chaudière-Appalaches, au Québec, au Canada.
La Rivière aux Chevreuils coule dans les municipalités régionales de comté (MRC) de :
- L'Érable : municipalité de Lyster ;
- Lotbinière : municipalités de Sainte-Agathe-de-Lotbinière, Saint-Janvier-de-Joly et Val-Alain.

## Géographie
Les principaux bassins versants voisins de la rivière aux Chevreuils sont :
- côté nord : rivière du Chêne, rivière Saint-Georges (rivière du Chêne) ;
- côté est : rivière Armagh, rivière Filkars ;
- côté sud : rivière Palmer, rivière Perdrix (Lyster), rivière Bécancour ;
- côté ouest : rivière du Chêne.

La Rivière aux Chevreuils prend sa source au sud du village de Sainte-Agathe-de-Lotbinière, près du chemin Gosford. Cette zone de tête est située au nord la rivière Bécancour, dans la zone des chutes de Sainte-Agathe.
À partir de sa source, la rivière aux Chevreuils coule plus ou moins en parallèle (côté sud) de la Rivière du Chêne (Leclercville) et du côté nord de la rivière Perdrix (Lyster). Son cours descend sur 25,6 km répartis selon les segments suivants :
- 2,6 km vers le nord, dans Sainte-Agathe-de-Lotbinière, jusqu'au chemin Gosford qu'elle coupe à 3,0 km au sud du centre du village de Sainte-Agathe-de-Lotbinière ;
- 2,3 km vers les nord, en passant à l'est du village de Sainte-Agathe-de-Lotbinière, jusqu'à une route de campagne ;
- 2,3 km vers le nord-ouest, jusqu'à une route de campagne ;
- 0,7 km vers l'ouest, jusqu'à la limite municipale de Lyster qui constitue la limite entre les MRC de Lotbinière et de L'Érable ;
- 3,2 km vers l'ouest, jusqu'à une route dans le lieu-dit « Le Nordêt » ;
- 7,4 km vers le nord-ouest, en traversant une grande zone de marais et en recueillant les eaux du ruisseau Bisson-Laflamme (venant du sud-ouest), jusqu'à la route 116 ;
- 4,0 km vers l'ouest, jusqu'à une route ;
- 1,8 km vers le nord-ouest, jusqu'à la limite de Saint-Janvier-de-Joly ;
- 1,3 km vers le nord-ouest, jusqu'à sa confluence.

La «Rivière aux Chevreuils » se déverse sur la rive sud de la rivière du Chêne (Leclercville), à 4,1 km (en ligne directe) à l'est du centre du village de Val-Alain.

## Toponymie
Le toponyme rivière aux Chevreuils a été officialisé le 5 décembre 1968 à la Commission de toponymie du Québec.